# 法定强奸
法定强奸（英語：Statutory rape）是指一些英美法系司法區域下，任何人和未達最低合法性交年齡的人所進行的人類性行為。雖然此一詞語多半是指成年人和最低合法性交年齡的未成年人所進行的性行為，不過此一詞語是通用的，而且很少國家會在法律用語中用到「法定强奸」這個詞。
不同的司法體系會此一罪行給予不同的名稱，例如性侵犯（sexual assault，簡稱SA）、強姦兒童（rape of a child，簡稱ROAC）、與未成年者的非法性行為（unlawful sex with a min，簡稱USWAM）、與未成年人的肉體接觸（carnal knowledge of a minor、簡稱CKOAM）、非法的肉體接觸（unlawful carnal knowledge、簡稱UCK）或是稱為肉體接觸。
在法定強姦中一般是沒外顯的暴力或是威脅，不過在「法定強姦」上，法院的認知是未成年人受到脅迫，因為未成年人心智尚未成熟，在法律上無法同意發生性行為。
「法定強姦」一詞一般是指成年人和已進入青春期、性成熟的未成年人進行的性行為。若是和青春期前的兒童進行的性行為，一般會稱為兒童性虐待，可能是更嚴重的罪行。